# Modolești (gmina Vidra)
Modolești – wieś w Rumunii, w okręgu Alba, w gminie Vidra. W 2011 roku liczyła 21 mieszkańców.